# ETA SA

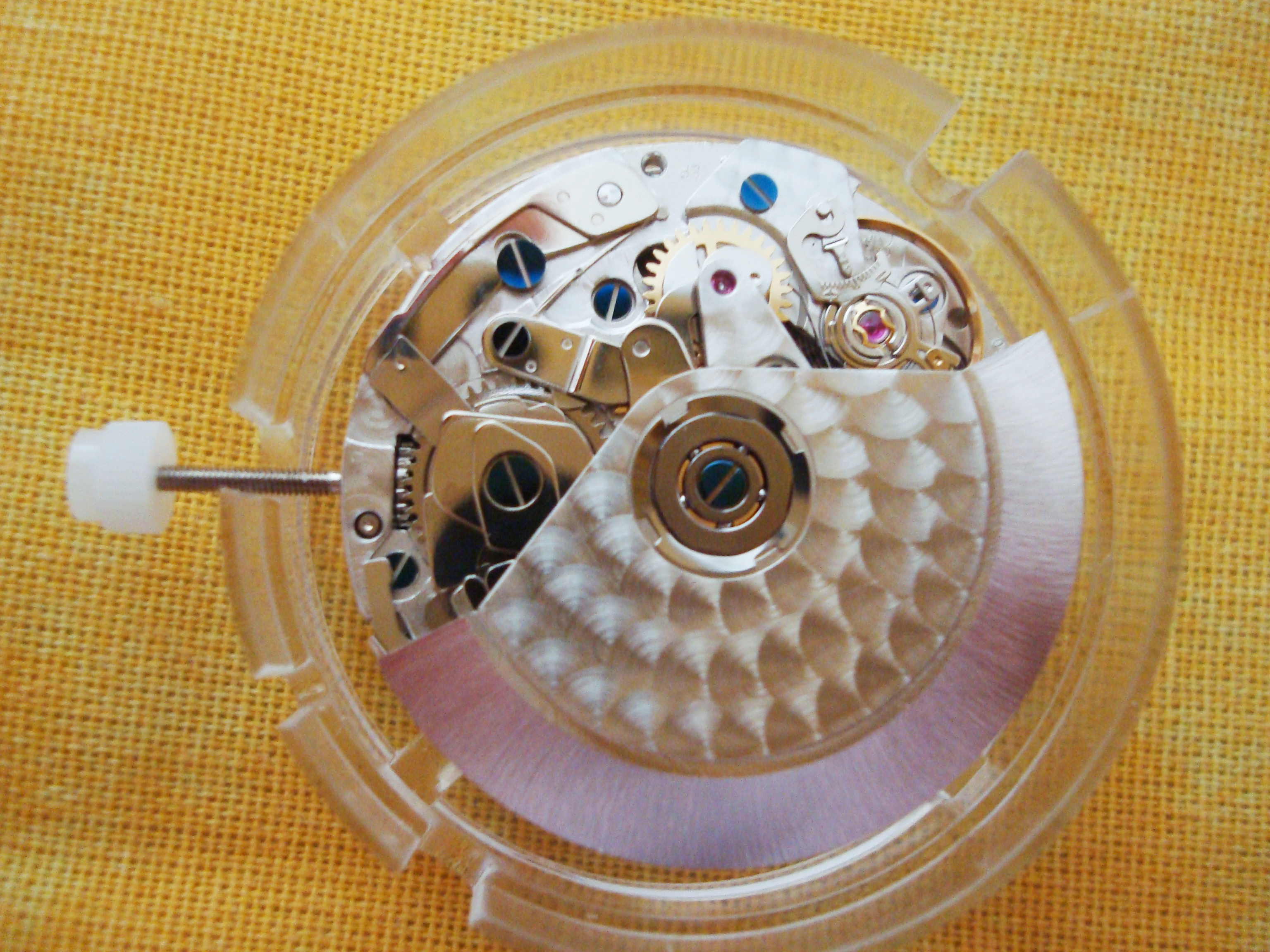
ETA-Valjoux 7750, oblíbený automatický strojek chronografů

ETA SA Manufacture Horlogère Suisse je švýcarský výrobce hodinek se sídlem v Grenchen. Za vznik se označuje rok 1856, kdy byla založena společnost Eterna, Eterna v průběhu 20. století vytvořila dceřinou firmu ETA, která se měla zaměřovat na montáž hodinových strojků a hodinových základů (ébauche), čemuž se firma věnuje doposud, v 70. letech vedle mechanických strojků začala vyrábět i elektronické strojky, v 80. letech byla firma zakoupena Swatch Group. Jedná se jednoho z největších dodavatelů hodinových strojků (jak pro výrobce ve skupině, tak dalším výrobcům mimo), což vedlo i k několika vyšetřováním ve Švýcarsku ve věci monopolního postavení ETA.

## Výběr strojků firmy ETA
| označení           | průměr x výška (mm) | popis |
| ------------------ | ------------------- | --- |
| ETA 2000-1         | 19,4 × 3,6          | automat |
| ETA 2824-2         | 25,6 × 4,6          | automat, například MÜHLE-GLASHÜTTE Rescue Timer                                                                                            |
| ETA 2841-1         | 25,6 × 5,2          | automat, například SWATCH Irony Body & Soul                                                                                                |
| ETA 2892-A2        | 25,6 × 3,6          | automat, například OMEGA Seamaster (Omega kalibr 1120), IWC Ingenieur, OMEGA Speedmaster Automatic (Basiskaliber für Chronomodulaufsatz)   |
| ETA-Peseux 7001    | 23,3 × 2,5          | ruční nátah |
| ETA-Valjoux 7733   | 31,05 × 6.7         | ruční nátah, chronograf (již není vyráběn)                                                                                                 |
| ETA-Valjoux 7734   | 31,05 × 6.7         | ruční nátah, chronograf, stejný jako 7733, nicméně s datumovým ukazatelem (již není vyráběn). Svoji stavbou je blízko kalibru Poljot 3133. |
| ETA-Valjoux 7736   | 31,05 × 6.7         | ruční nátah, chronograf, stejný jako 7733, například v hodinkách Gallet Flying Officer.                                                    |
| ETA-Valjoux 7750   | 29,9 × 7,9          | automat, chronograf, například v BREITLING Navitimer, OMEGA Speedmaster Date, SINN 103, TAG-HEUER Carrera                                  |
| ETA-Valjoux 7751   | 29,9 × 7,9          | automat, chronograf, věčný kalendář, například OMEGA Speedmaster Day Date, LONGINES Master Collection Mondphase                            |
| Valgranges A07.111 | 36,5 × 7,9          | automat |
| C01.211            | 30 × 6,1            | automat, chronograf, například v Tissot Couturier, PRC 200, SWATCH Irony Right Track                                                       |
| ETA 251.232        | 13.25 x ?           | elektronický chronograf |